# Danh sách trường trung học phổ thông tại Hà Nam
Toàn tỉnh Hà Nam có: 29 trường Trung học Phổ Thông (THPT) với 1 trường chuyên, 24 trường công lập và 4 trường dân lập.
Ngoài ra, có 6 trung tâm Giáo dục Thường Xuyên (GDTX) - Giáo dục Nghề Nghiệp (GDNN).

## Danh sách

### Các trường trung học phổ thông

#### Trường chuyên
| 1 | Tên trường                  | Thành lập | Địa chỉ                                 | Ghi chú                             |
| - | --------------------------- | --------- | --------------------------------------- | ----------------------------------- |
| 1 | Trường THPT Chuyên Biên Hòa | 1959      | Số 60, đường Biên Hòa, thành phố Phủ Lý | Tên khác: Trường THPT Chuyên Hà Nam |

#### Các trường công lập
| STT              | Tên trường                                                                       | Thành lập        | Địa chỉ                                                              |
| Thành phố Phủ Lý | Thành phố Phủ Lý                                                                 | Thành phố Phủ Lý | Thành phố Phủ Lý                                                     |
| ---------------- | -------------------------------------------------------------------------------- | ---------------- | -------------------------------------------------------------------- |
| 1                | Trường Trung học phổ thông A Phủ Lý                                              | 22/07/1997       | Đường Lý Thái Tổ, phường Lê Hồng Phong, thành phố Phủ Lý             |
| 2                | Trường Trung học phổ thông B Phủ Lý                                              | 2000             | Đường Nguyễn Thị Định, phường Thanh Châu, thành phố Phủ Lý           |
| 3                | Trường Trung học phổ thông C Phủ Lý                                              | 16/11/1989       | Xã Tiên Hiệp, thành phố Phủ Lý                                       |
| 4                | Trường Trung học cơ sở & Trung học phổ thông Nguyễn Tất Thành - Phân hiệu Hà Nam |                  | Đường Lý Thường Kiệt, Phường Lê Hồng Phong, thành phố Phủ Lý, Hà Nam |
| Huyện Lý Nhân    |                                                                                  |                  |                                                                      |
| 5                | Trường Trung học phổ thông Nam Lý                                                | 09/1969          | Xã Tiến Thắng, Lý Nhân                                               |
| 6                | Trường Trung học phổ thông Nam Cao                                               | 2002             | Xã Nhân Mỹ, Lý Nhân                                                  |
| 7                | Trường Trung học phổ thông Bắc Lý                                                | 30/07/1982       | Xã Bắc Lý, Lý Nhân                                                   |
| 8                | Trường Trung học phổ thông Lý Nhân                                               | 1961             | Thị trấn Vĩnh Trụ, huyện Lý Nhân                                     |
| Huyện Bình Lục   |                                                                                  |                  |                                                                      |
| 9                | Trường Trung học phổ thông A Bình Lục                                            | 1962             | Thị trấn Bình Mỹ, huyện Bình Lục                                     |
| 10               | Trường Trung học phổ thông B Bình Lục                                            | 1973             | Xã Vũ Bản, huyện Bình Lục                                            |
| 11               | Trường Trung học phổ thông C Bình Lục                                            | 2000             | Xã Tràng An, Bình Lục                                                |
| 12               | Trường Trung học phổ thông Nguyễn Khuyến                                         |                  | Xã Tiêu Động, Bình Lục                                               |
| Thị xã Duy Tiên  |                                                                                  |                  |                                                                      |
| 13               | Trường Trung học phổ thông A Duy Tiên                                            |                  | P. Hoà Mạc, Duy Tiên                                                 |
| 14               | Trường Trung học phổ thông B Duy Tiên                                            | 1973             | P. Đồng văn, Duy Tiên                                                |
| 15               | Trường Trung học phổ thông Nguyễn Hữu Tiến                                       |                  | Xã Trác Văn, Duy Tiên                                                |
| Huyện Kim Bảng   |                                                                                  |                  |                                                                      |
| 16               | Trường Trung học phổ thông A Kim Bảng                                            | 23/09/1964       | Thị trấn Quế, huyện Kim Bảng                                         |
| 17               | Trường Trung học phổ thông B Kim Bảng                                            | 30/07/1982       | Xã Tân Sơn, Kim Bảng                                                 |
| 18               | Trường Trung học phổ thông C Kim Bảng                                            | 30/12/1999       | Xã Đồng Hoá, Kim Bảng                                                |
| 19               | Trường Trung học phổ thông Lý Thường Kiệt                                        |                  | Xã Thi Sơn - Kim Bảng                                                |
| Huyện Thanh Liêm |                                                                                  |                  |                                                                      |
| 20               | Trường Trung học Phổ Thông A Thanh Liêm                                          | 08/1965          | Thôn Nga Nam, xã Liêm Thuận, huyện Thanh Liêm                        |
| 21               | Trường Trung học Phổ Thông B Thanh Liêm                                          | 25/09/1976       | Xã Thanh Nguyên, Thanh Liêm                                          |
| 22               | Trường Trung học Phổ Thông C Thanh Liêm                                          | 2004             | Xã Thanh Thủy, Thanh Liêm                                            |
| 23               | Trường Trung học Phổ Thông Lê Hoàn                                               | 01/11/2010       | Xã Liêm Cần, Thanh Liêm                                              |

#### Các trường dân lập
| STT | Tên trường                                        | Địa chỉ                                                          |
| --- | ------------------------------------------------- | ---------------------------------------------------------------- |
| 1   | Trường Trung học Phổ Thông Dân lập Lương Thế Vinh | Số 167, đường Lê Lợi, phường Lương Khánh Thiện, thành phố Phủ Lý |
| 2   | Trường Trung học Phổ Thông Dân lập Trần Hưng Đạo  | Thị trấn Vĩnh Trụ, Lý Nhân                                       |
| 3   | Trường Trung học Phổ Thông Dân lập Thanh Liêm     | Thị trấn Tân Thanh, Thanh Liêm                                   |
| 4   | Trường Trung học Phổ Thông Dân lập Bình Lục       | Thị trấn Bình Mỹ, huyện Bình Lục                                 |

### Các trung tâm giáo dục thường xuyên - giáo dục nghề nghiệp
| STT | Tên trung tâm                    | Địa chỉ                    | Quận/Huyện       |
| --- | -------------------------------- | -------------------------- | ---------------- |
| 1   | Trung tâm GDTX - GDNN Hà Nam     | Xã Liêm Chung, TP Phủ Lý   | Thành phố Phủ Lý |
| 2   | Trung tâm GDNN - GDTX Lý Nhân    | TTr. Vĩnh Trụ, Lý Nhân     | Huyện Lý Nhân    |
| 3   | Trung tâm GDNN - GDTX Kim Bảng   | TTr. Quế, Kim Bảng         | Huyện Kim Bảng   |
| 4   | Trung tâm GDNN - GDTX Duy Tiên   | P. Hoà Mạc, Duy Tiên       | Thị xã Duy Tiên  |
| 5   | Trung tâm GDNN - GDTX Thanh Liêm | TTr. Tân Thanh, Thanh Liêm | Huyện Thanh Liêm |
| 6   | Trung tâm GDNN - GDTX Bình Lục   | TTr. Bình Mỹ, Bình Lục     | Huyện Bình Lục   |